# 적정기술

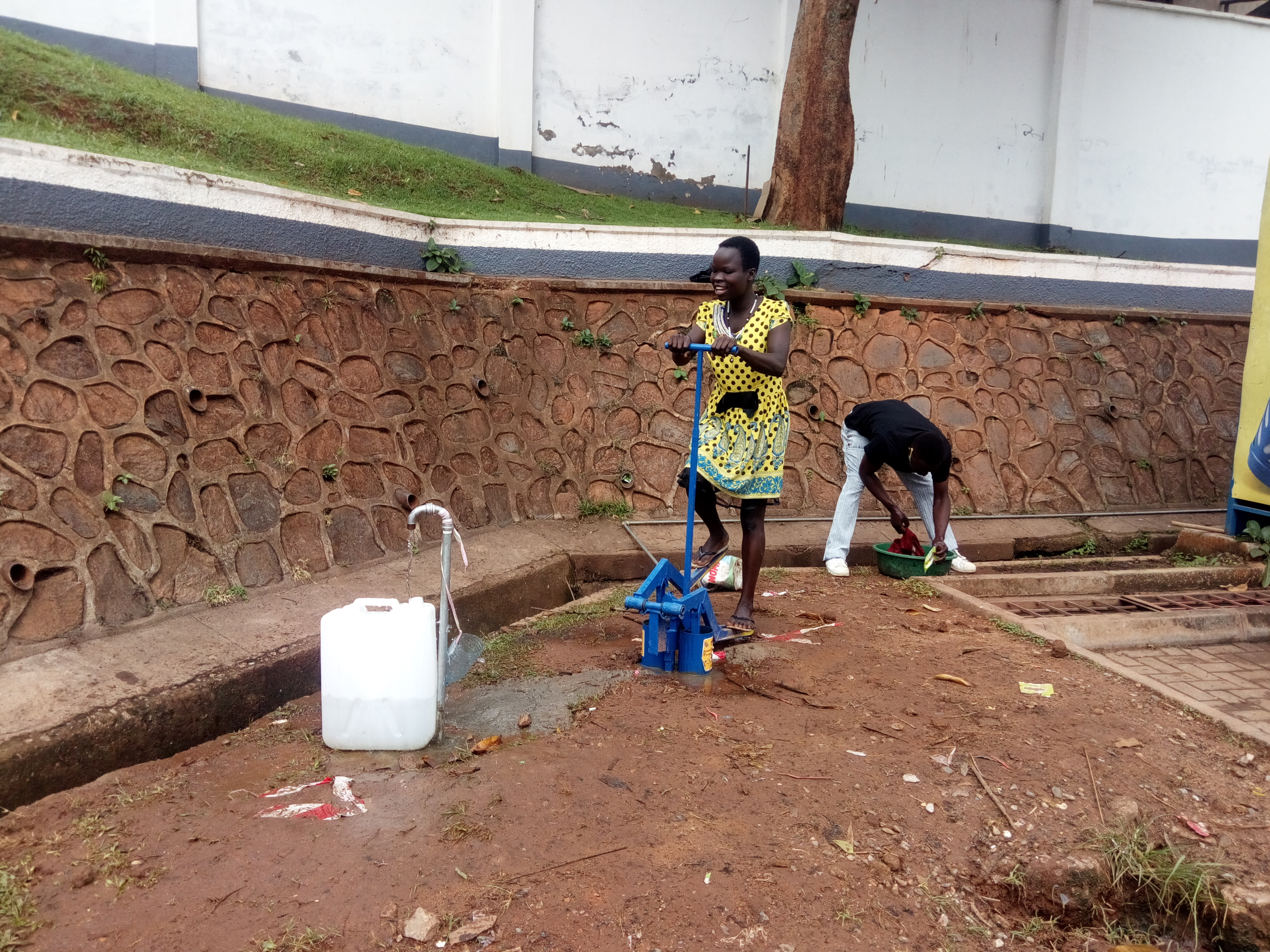
우간다의 페달 구동식 물 펌프

적정 기술(適正技術, 영어: appropriate technology, AT)은 소규모이며 사용자가 저렴하게 이용할 수 있고, 노동집약적이며, 에너지 효율적이고, 환경적으로 지속 가능하며, 지역적으로 자율적인 기술 선택 및 적용을 포괄하는 운동(및 그 구현)이다. 이것은 원래 경제학자 에른스트 프리드리히 "프리츠" 슈마허가 그의 저서 작은 것이 아름답다에서 중간기술로 명확하게 제시되었다. 슈마허와 적정기술의 많은 현대 지지자들은 또한 그 기술이 사람 중심적이라는 점을 강조한다.
적정기술은 광범위한 분야의 문제를 해결하는 데 사용되어 왔다. 적정기술 적용의 잘 알려진 예시로는 자전거 및 손으로 구동하는 물 펌프(및 기타 자체 동력 장비), 자전거, 유니버설 너트 쉘러, 독립형 태양광 램프 및 태양광 가로등, 그리고 패시브 태양열 건물 설계가 있다. 오늘날 적정기술은 종종 오픈 소스 원칙을 사용하여 개발되며, 이는 오픈 소스 적정 기술 (OSAT)로 이어져 많은 기술 계획이 인터넷에서 자유롭게 찾아볼 수 있다. OSAT은 지속 가능한 발전을 위한 혁신을 가능하게 하는 새로운 모델로 제안되었다.
적정기술은 일반적으로 경제발전과의 관계에서 그리고 산업화된 국가에서 개발도상국으로의 보다 자본집약적인 기술 기술이전에 대한 대안으로 논의된다. 그러나 적정기술 운동은 개발도상국과 선진국 모두에서 찾아볼 수 있다. 선진국에서는 적정기술 운동이 1970년대 에너지 위기에서 비롯되었으며 주로 환경 및 지속 가능성 문제에 초점을 맞추고 있다. 오늘날 이 아이디어는 다면적이다. 어떤 맥락에서는 적정기술이 의도된 목적을 달성할 수 있는 가장 단순한 수준의 기술로 설명될 수 있지만, 다른 맥락에서는 사회 및 환경적 파급 효과를 충분히 고려한 공학을 지칭할 수 있다. 이러한 측면들은 강건성과 지속 가능한 삶을 통해 연결되어 있다.

## 역사

### 선구자들
인도의 사상적 지도자 마하트마 간디는 종종 적정기술 운동의 "아버지"로 불린다. 비록 이 개념에 이름이 붙여지지 않았지만, 간디는 인도의 마을들이 자급자족하는 데 도움이 될 수 있는 작고 지역적이며 주로 마을 기반의 기술을 옹호했다. 그는 소수의 사람들에게 이익을 주고 다수의 사람들을 희생시키거나 이윤을 늘리기 위해 사람들을 실업 상태로 만드는 기술이라는 생각에 동의하지 않았다. 1925년에 간디는 전인도 방직 협회를 설립했고 1935년에는 정치에서 은퇴하여 전인도 마을 산업 협회를 결성했다. 두 조직 모두 미래의 적정기술 운동과 유사한 마을 기반 기술에 초점을 맞췄다.
중국 또한 마오쩌둥 통치 기간과 그 이후의 문화대혁명 동안 적정기술과 유사한 정책을 시행했다. 문화대혁명 기간 동안 "두 다리로 걷기"라는 사상에 기반한 개발 정책은 대규모 공장과 소규모 마을 산업의 동시 발전을 옹호했다.

### 에른스트 프리드리히 슈마허
이러한 초기 사례들에도 불구하고, 에른스트 프리드리히 "프리츠" 슈마허 박사는 적정기술 운동의 창시자로 인정받는다. 저명한 경제학자인 슈마허는 영국 국영 석탄 위원회에서 20년 이상 근무했는데, 그곳에서 그는 산업 운영의 규모가 탄폐증이 광부들에게 입힌 피해에 대한 무관심한 반응의 원인이라고 비난했다. 그러나 슈마허가 적정기술의 기본 원칙을 형성하는 데 도움을 준 것은 인도와 버마와 같은 개발도상국과의 작업이었다.
슈마허는 1962년 인도 계획 위원회에 제출한 보고서에서 "중간 기술", 즉 현재 적정기술로 알려진 아이디어를 처음으로 명확히 설명했다. 이 보고서에서 그는 인도가 노동력은 풍부하지만 자본은 부족하다고 설명하며 인도의 잉여 노동력을 활용할 "중간 산업 기술"을 요구했다. 슈마허는 계획 위원회 보고서가 나오기 몇 년 전부터 중간 기술 아이디어를 개발해왔다. 1955년, 버마 정부의 경제 자문으로 근무한 후, 그는 단편 논문 "불교 국가의 경제학"을 발표했는데, 이는 서구 경제가 개발도상국에 미치는 영향에 대한 그의 첫 번째 알려진 비판이었다. 슈마허는 불교 외에도 간디에게서 자신의 아이디어를 얻었다고 말했다.
초기에 슈마허의 아이디어는 인도 정부와 주요 개발 경제학자들 모두에게 거부당했다. 중간 기술 아이디어가 사라질까 우려하여 행동에 나선 슈마허, 조지 맥로비, 만수르 호다, 줄리아 포터는 약 20명의 사람들을 모아 1965년 5월 중간 기술 개발 그룹 (ITDG)을 결성했다. 그해 후반에 옵저버에 실린 슈마허의 기사는 그룹에 대한 상당한 관심과 지지를 얻었다. 1967년, 그룹은 농촌 개발을 위한 소규모 장비 가이드인 "진보를 위한 도구(Tools for Progress: A Guide to Small-scale Equipment for Rural Development)"를 출판하고 7,000부를 판매했다. ITDG는 또한 특정 기술적 필요(건축, 에너지, 물 등)에 대한 전문가 및 실무자 패널을 구성하여 그러한 필요를 해결하기 위한 중간 기술을 개발했다. 1968년 ITDG가 주최한 회의에서 "중간 기술"이라는 용어는 오늘날 사용되는 "적정 기술"이라는 용어로 대체되었다. 중간 기술은 선진(또는 고도) 기술보다 열등하다는 인상을 주고 지지자들이 제시한 개념에 포함된 사회적, 정치적 요소를 포함하지 않는다는 비판을 받았다. 1973년, 슈마허는 그의 영향력 있는 저서 작은 것이 아름답다: 인간이 중요한 경제학 연구에서 대중에게 적정기술 개념을 설명했다.

### 성장하는 추세

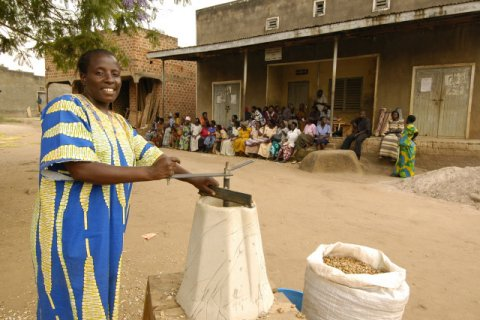
우간다에서 사용되는 유니버설 너트 쉘러, 적정기술의 예

1966년에서 1975년 사이에 매년 설립된 새로운 적정기술 조직의 수는 이전 9년보다 3배 많았다. 또한 적정기술을 산업화된 국가의 문제, 특히 에너지 및 환경 관련 문제에 적용하는 데 초점을 맞춘 조직의 수도 증가했다. 1977년, OECD는 적정기술 디렉토리에서 적정기술 개발 및 홍보에 참여하는 680개 조직을 확인했다. 1980년까지 이 숫자는 1,000개 이상으로 증가했다. 국제 기관 및 정부 부처도 적정기술의 주요 혁신가로 부상했으며, 이는 적정기술이 기존 규범에 맞서 싸우는 작은 운동에서 기관의 지원을 받는 합법적인 기술 선택으로 발전했음을 나타낸다. 예를 들어, 미주개발은행은 1976년에 중간 기술 적용 위원회를 설립했고, 세계보건기구는 1977년에 건강을 위한 적정기술 프로그램을 설립했다.
적정기술은 선진국에서도 점차 적용되었다. 예를 들어, 1970년대 중반의 에너지 위기로 인해 1977년 국립 적정 기술 센터 (NCAT)가 설립되었는데, 미 의회로부터 초기 300만 달러의 예산을 배정받았다. 이 센터는 "저소득층 지역사회가 삶의 질을 향상시킬 수 있는 더 나은 방법을 찾고, 현지 기술과 자원으로 실현할 수 있는 방법을 찾는" 것을 돕기 위해 적정기술 시연을 후원했다. 그러나 1981년까지 NCAT의 자금 지원 기관인 지역사회 서비스 관리국은 폐지되었다. 수십 년 동안 NCAT는 미 에너지부 및 농업부와 계약을 맺고 적정기술 프로그램을 개발했다. 2005년 이후 NCAT의 정보 웹사이트는 더 이상 미 정부로부터 자금을 지원받지 않는다.

### 쇠퇴
최근 몇 년 동안 적정기술 운동은 계속해서 그 중요성이 감소해 왔다. 독일 적정기술 교환(GATE)과 네덜란드의 개발을 위한 기술 이전(TOOL)은 더 이상 운영되지 않는 조직의 예이다. 최근 한 연구는 인터넷 시대에 정보 이전 비용이 상대적으로 낮음에도 불구하고 적정기술 배치에 대한 지속적인 장벽을 살펴보았다. 이러한 장벽은 다음과 같이 식별되었다: 적정기술이 열등하거나 "가난한 사람들의" 기술로 인식됨, 적정기술의 기술적 이전 가능성 및 강건성, 불충분한 자금, 취약한 제도적 지원, 그리고 농촌 빈곤 해결에 있어 거리와 시간의 어려움.
보다 자유 시장 중심의 시각 또한 이 분야를 지배하기 시작했다. 예를 들어, 국제 개발 기업 (적정기술의 이상을 따르는 제품을 설계하고 제조하는 조직)의 설립자인 폴 폴락은 2010년 블로그 게시물에서 적정기술이 죽었다고 선언했다.
폴락은 "나머지 90%를 위한 디자인" 운동이 적정기술을 대체했다고 주장한다. 적정기술 운동에서 비롯된 나머지 90%를 위한 디자인은 세계 인구 68억 명 중 58억 명에 달하는 "우리 중 많은 사람들이 당연하게 여기는 대부분의 제품과 서비스에 거의 또는 전혀 접근할 수 없는" 사람들을 위한 저비용 솔루션의 창출을 옹호한다.
적정기술의 필수적인 많은 아이디어는 이제 점점 더 인기를 얻고 있는 "지속 가능한 발전" 운동에서 찾아볼 수 있으며, 이 운동은 여러 원칙 중에서도 미래 세대를 위해 환경을 보존하면서 인간의 필요를 충족시키는 기술 선택을 옹호한다. 1983년, OECD는 적정기술 조직에 대한 광범위한 설문조사 결과인 "적정기술의 세계"를 출판했는데, 여기서 적정기술을 "작업장당 낮은 투자 비용, 생산량 단위당 낮은 자본 투자, 조직적 단순성, 특정 사회 또는 문화 환경에 대한 높은 적응성, 천연 자원의 절약적 사용, 최종 제품의 낮은 비용 또는 고용 잠재력"으로 특징지었다. 오늘날 OECD 웹사이트는 "통계 용어집"의 "적정기술" 항목에서 "환경적으로 건전한 기술"로 리디렉션된다. 유엔의 "경제사회 개발 지표" 또한 "적정기술" 항목에서 "지속 가능한 발전"으로 리디렉션된다.

### 잠재적 재부상
쇠퇴에도 불구하고 여러 적정기술 조직이 여전히 존재하는데, ITDG는 2005년 명칭 변경 후 Practical Action이 되었다. Skat (Schweizerische Kontaktstelle für Angepasste Technology)는 1998년 민간 컨설팅 회사로 전환했지만, 일부 중간 기술 활동은 Skat 재단이 농촌 수도 공급 네트워크(RWSN)를 통해 계속하고 있다. 여전히 매우 활발한 또 다른 주체는 자선 단체 CEAS(Centre Ecologique Albert Schweitzer)이다. 식품 가공 및 태양열 난방 분야의 선구자인 이 단체는 서아프리카와 마다가스카르에서 직업 훈련을 제공한다. 또한 인터넷이라는 가능성을 주는 기술 때문에 오픈 소스 적정 기술 (OSAT)을 채택하는 그룹의 수가 증가하면서 현재 주목할 만한 재부상이 일어나고 있다. 이러한 OSAT 그룹에는 아크보 재단, 앱로피디아, 적정 기술 협력체, 촉매 커뮤니티, 대안 기술 센터, 개발 대안 센터, 국경 없는 공학자회, 오픈 소스 생태학, Practical Action, 빌리지 어스가 포함된다. 가장 최근에는 ASME, 국경 없는 공학자회 (미국) 및 IEEE가 합류하여 변화를 위한 공학을 만들었는데, 이는 가장 시급한 인도적 문제에 대한 저렴하고 지역적으로 적합하며 지속 가능한 해결책 개발을 촉진한다.

## 용어
적정기술은 이 유형의 기술에 대한 다양한 이름들을 포괄하는 용어로 자주 사용된다. 이러한 용어들은 자주 상호 교환적으로 사용되지만, 특정 용어의 사용은 해당 기술 선택의 구체적인 초점, 편향 또는 의제를 나타낼 수 있다. 현재 적정기술로 알려진 개념의 원래 이름인 "중간 기술"은 현재는 "비효율적인" 전통 기술보다 생산성이 높지만 산업화된 사회의 기술보다는 비용이 적게 드는 기술에 초점을 맞춘 적정기술의 하위 개념으로 간주되는 경우가 많다. 적정기술 범주에 속하는 다른 유형의 기술은 다음과 같다.
- 자본 절약 기술
- 미드테크
- 노동 집약적 기술
- 대체기술
- 자조 기술
- 마을 수준 기술
- 지역 사회 기술
- 진보적 기술
- 토착 기술
- 인민 기술
- 경공학 기술
- 적응 기술
- 경자본 기술
- 소프트 기술

이러한 각 용어에 대해 학술 문헌, 조직 및 정부 정책 문서에 다양한 경쟁적인 정의가 존재한다. 그러나 일반적인 합의는 적정기술이 위의 목록에 제시된 아이디어를 포괄한다는 것이다. 더욱이 적정기술을 지칭할 때 특정 용어를 사용하는 것은 이념적 편향 또는 특정 경제적, 사회적 변수에 대한 강조를 나타낼 수 있다. 일부 용어는 고용 증가 및 노동 활용의 중요성을 본질적으로 강조하는 반면(예: 노동 집약적 또는 자본 절약 기술), 다른 용어는 인간 개발의 중요성을 강조할 수 있다(예: 자조 및 인민 기술).
하드 기술과 소프트 기술을 구별하는 것도 가능하다. 모리스 앨버트슨 박사와 오드리 포크너에 따르면, 적정 하드 기술은 "지역 사회가 정의한 필요를 충족시키고 현지에서 구할 수 있는 재료를 활용하는 공학 기술, 물리적 구조 및 기계이다. 이는 매우 제한적인 외부 지원(예: 기술, 재료 또는 재정)만으로 현지인들이 건설, 운영 및 유지 관리할 수 있다. 이는 일반적으로 경제적 목표와 관련이 있다."
앨버트슨과 포크너는 적정 소프트 기술을 "사회 구조, 인간 상호 작용 과정 및 동기 부여 기술"을 다루는 기술로 간주한다. 이는 "상황을 분석하고, 선택을 하며, 변화를 가져오는 선택 구현 행동에 참여하는 개인 및 집단의 사회 참여 및 행동을 위한 구조이자 과정"이다.
밀접하게 관련된 개념은 사회 기술로, "지역 사회와의 상호 작용에서 개발되었으며 사회적 변화 측면에서 효과적인 해결책을 제시해야 하는 제품, 기술 및 재적용 가능한 방법론"으로 정의된다. 또한 코스타키스 외.는 로우테크와 하이테크의 양극성을 구별하기 위한 미드테크 접근 방식을 제안한다. E.F. 슈마허에게서 영감을 받아, 그들은 미드테크가 두 양극성을 넘어설 수 있는 포괄적인 중간으로 이해될 수 있으며, 디지털/자동화 기술의 효율성과 다용도성을 로우테크의 자율성 및 회복력 잠재력과 결합할 수 있다고 주장한다.

## 실천가
적정기술 분야의 잘 알려진 실천가들 중 일부는 다음과 같다:
B.V. 도쉬, 버크민스터 풀러, 윌리엄 모이어 (1933–2002), 아모리 로빈스, 사누시 디아키테, 앨버트 베이츠, 빅토르 파파네크, 조르지오 체라지올리 (1930–2008), 프리스요프 베르그만, 아르네 나스, (1912–2009), 만수르 호다, 그리고 로리 베이커.

## 개발
슈마허의 초기 중간 기술 개념은 국내총생산 (GDP)과 같은 국가 경제의 전반적인 측정치를 증가시켜 총체적 경제 성장을 극대화하는 데 초점을 맞춘 당시 지배적인 개발 전략에 대한 비판으로 만들어졌다. 선진국들은 제2차 세계 대전 중과 그 이후 몇 년 동안 개발도상국의 상황을 인식하게 되었다. 산업 혁명 이후 서구 국가들의 소득 수준이 계속 상승함에 따라, 선진국들은 개발도상국에 자본과 기술을 대규모로 이전하여 개발도상국에서 경제적 "도약"을 초래할 급속한 산업화를 강제하는 캠페인을 시작했다.
그러나 1960년대 후반에 이러한 개발 방식이 예상대로 작동하지 않았으며, 점점 더 많은 개발 전문가와 국가 정책 입안자들이 이를 개발도상국의 빈곤과 소득 불평등을 증가시키는 잠재적 원인으로 인식하고 있다는 것이 분명해졌다. 많은 국가에서 이러한 기술 유입은 국가의 전반적인 경제 역량을 증가시켰다. 그러나 이는 계층 간의 뚜렷한 분열을 가진 이중 또는 양극화된 경제를 야기했다. 외국 기술 수입은 소수의 도시 엘리트에게만 이익을 주었다. 이는 또한 더 많은 재정적 기회를 희망하며 농촌 빈곤층이 도시로 이주하면서 도시화를 증가시켰다. 도시 인프라 및 공공 서비스에 대한 증가된 부담은 "점점 더 심해지는 불결함, 공중 보건에 대한 심각한 영향 및 사회 구조의 왜곡"으로 이어졌다.
적정기술은 극심한 빈곤, 기아, 실업, 도시 이주라는 네 가지 문제를 해결하기 위한 것이었다. 슈마허는 경제 개발 프로그램의 주요 목적이 극심한 빈곤을 근절하는 것이며, 대량 실업과 극심한 빈곤 사이에 명확한 연관성이 있다고 보았다. 슈마허는 개발 노력을 도시 지역에 대한 편향과 노동자당 생산량 증가에서 농촌 지역(인구의 대다수가 여전히 거주하는 곳)에 초점을 맞추고 고용을 늘리는 것으로 전환하고자 했다.

## 선진국에서
적정기술이라는 용어는 선진국에서도 환경과 사회에 덜 부정적인 영향을 미치는 기술 및 공학의 사용, 즉 기술이 환경적으로 지속 가능하고 사회적으로 적합해야 한다는 의미로 사용된다. E. F. 슈마허는 저서 작은 것이 아름답다에 묘사된 그러한 기술이 건강, 미, 영속성과 같은 가치를 순서대로 촉진하는 경향이 있다고 주장한다.
종종 선진국에서 사용되는 적정기술 유형은 "적정하고 지속 가능한 기술"(AST)로, 기능적이고 비교적 저렴한 (그러나 종종 진정한 적정기술보다 비싼) 것 외에도 내구성이 있고 재생 가능 자원을 사용하는 적정기술이다. 적정기술은 이를 포함하지 않는다(참고: 지속 가능한 디자인).

## 지속 가능한 접근 방식 결정
낮은 비용, 적은 화석 연료 사용, 현지에서 구할 수 있는 자원 활용과 같은 특징은 지속 가능성 측면에서 몇 가지 이점을 줄 수 있다. 이러한 이유로 이러한 기술은 때때로 지속 가능성 및 대안 기술 옹호자들에 의해 사용되고 홍보된다.
자연적이고 현지에서 구할 수 있는 자원( 예를 들어, 나무나 어도비)을 사용하는 것 외에도, 기존의 (비효율적인) 폐기물 관리를 통해 도시에서 유입되는 폐기물 재료를 수집하여 지속 가능한 생활 환경을 구축하는 데 재사용할 수 있다. 이러한 도시의 폐기물 재료를 사용하면 저렴한 비용으로 엄청난 양의 건축 재료를 수집할 수 있다. 일단 얻어진 재료는 요람에서 요람까지 디자인 방식을 사용하여 자신의 도시/지역사회에서 계속 재활용될 수 있다. 폐기물을 찾을 수 있는 장소로는 쓰레기 매립지, 폐차장, 수면, 그리고 마을 주변이나 고속도로 근처의 모든 곳이 있다. 식물을 비옥하게 하는 데 재사용될 수 있는 유기 폐기물은 하수에서 찾을 수 있다. 또한, 도시 구역 및 기타 장소(예: 묘지)는 재건축 또는 제거의 대상이 되며 돌, 콘크리트 또는 칼륨과 같은 재료를 수집하는 데 사용될 수 있다.

## 관련 사회 운동
- 공동체 기반 경제
- 코스모폴리탄 로컬리즘
- 캠퍼스 적정기술 센터
- 국립 적정 기술 센터
- 대체 추진 방식
- 대체기술
- DIY 문화
- 생태마을
- 검약 혁신
- 주가드
- 메이커 운동
- 진보의 신화
- 오픈 소스 적정 기술
- 퍼머컬처
- 지능형 도시 계획 원칙
- 사회적 기업가 정신
- 지속 가능한 발전
- 공동체를 위한 도구
- 녹색 생디칼리즘
- 라이프해킹
- 작은 것이 아름답다 (경제학)

## 같이 보기
- 지속가능한 발전